# Burg Kalden
Die Burg Kalden, auch Neu-Kalden genannt, ist eine Burgruine auf 710 m ü. NHN nördlich des Marktes Altusried im schwäbischen Landkreis Oberallgäu in Bayern. Das Burggelände ist vom Bayerischen Landesamt für Denkmalpflege mit der ID D-7-8127-0027 in der Liste der Bodendenkmäler in Altusried als Bodendenkmal ausgewiesen.

## Geografische Lage
Die Höhenburg stand auf einem großflächigen Vorgebirge 90 Meter über der Iller und wurde nach Westen von einem Tobel gesichert, während die Ostseite steil zur Iller abfiel. Geologische Instabilität führte schon im Mittelalter zu Felsrutschungen und Substanzverlusten an der 1128 erwähnten und vor 1500 zerstörten Burg Alt-Kalden, von der heute nur noch ein schmaler Grat zeugt.

## Geschichte

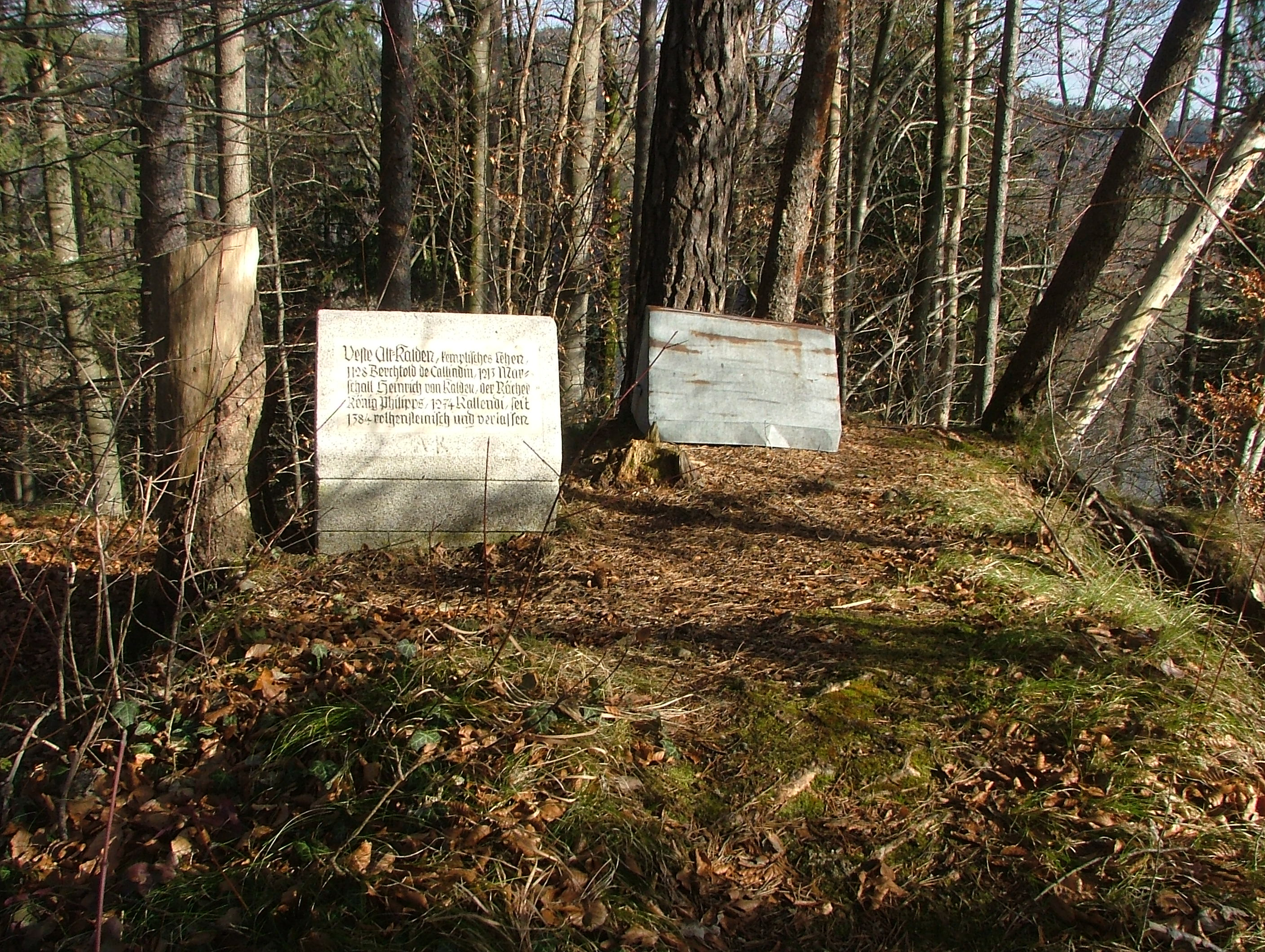
Von Alt-Kalden blieb nur noch ein schmaler Grat übrig.

1515 erfolgte daher 300 Meter südlich der Anlage ein Neubau, der nun den Namen Neu-Kalden trug. Doch dieser Neubau wurde schon 1692 wiederum aufgelassen und schließlich um 1840 bis auf ein Turmfragment abgebrochen. Heute verbleibt ein geologisch eindrucksvolles Profil des abgerutschten Burgplatzes, das im oberen Bereich Kiese, im unteren Bereich Sande und Mergel zeigt.
Erstmals 1128 erscheint ein Geschlecht der Callindin, das in stiftkemptischen Diensten stand. 1384 gingen Burg und Herrschaft an die Herren von Rothenstein, dann 1409 durch Kauf an die mächtigen Herren von Pappenheim, Erbmarschälle des Reiches, die sie drei Jahre später wieder an die Rothensteiner zurückveräußerten. 1482 kamen die Pappenheimer erneut in den Besitz der Burg, diesmal durch Erbschaft. Joachim von Pappenheim errichtete 1515 das Schloss Neu-Kalden, das 1692 an das Fürststift Kempten veräußert, zugleich aber wegen drohender Hangrutsche verlassen wurde. 1985 erwarb die Marktgemeinde Altusried das Ruinengelände.

## Beschreibung

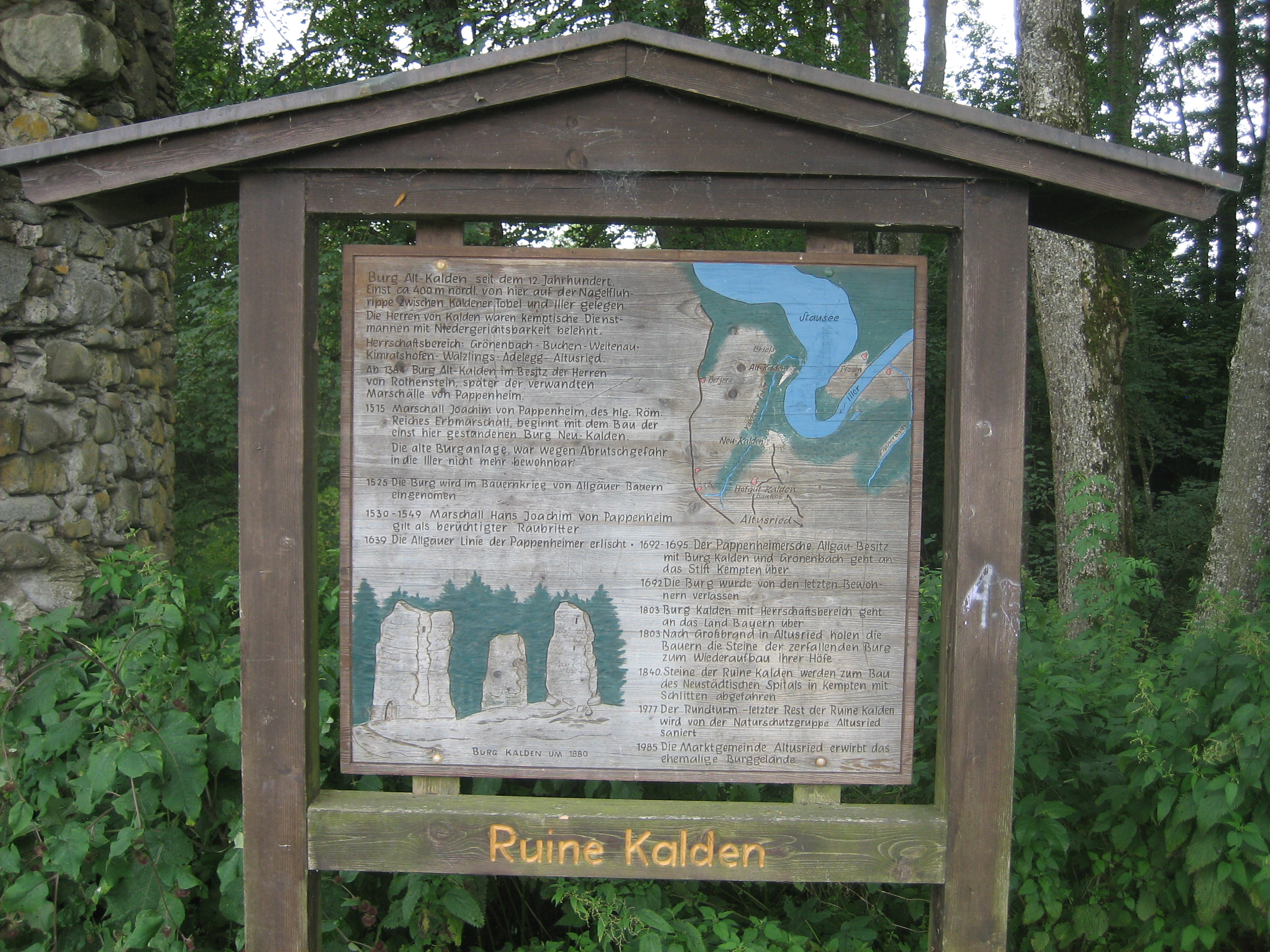
Hinweistafel an der Ruine Kalden

Ein 25 bis 30 Meter breiter Halsgraben, der sich am Südwesteck im Tobel fortsetzt, trennte den Burgplatz von der anschließenden Hochebene ab. Der heute rampenartige Zugang zum Burgplateau wird von einem Rundturm mit etwa 6 Meter Außendurchmesser flankiert, der 1977 vor allem an der nördlichen Rückseite und Mauerkrone eine Sanierung erfuhr. Er zeigt ein gut gereihtes Mischmauerwerk aus Bachkatzen (flache Geröllsteine), Nagelfluhbrocken und Sandsteinbruch, wobei das Füllmauerwerk Dachziegelbruch enthält. Die Innenwand im ersten Stock besteht aus Bachsteinen. Die außerhalb der Ringmauer liegende Tür nach Osten ist sekundär eingebaut und ersetzt eine ältere Schießscharte. Erdgeschoss und erster Stock waren flach gedeckt und weisen je drei Schlitzscharten auf. Seitlich erkennt man die etwa 4 m hohen Verzahnungen einer Ringmauer. Weitere Mauerreste finden sich westlich des Turmes. Parallel  verlaufende Mauerzüge verweisen auf hausartige Bauten.                                    
Dreihundert Meter nördlich des Plateaus vorgelagert und nur schwer erreichbar, finden sich noch die gratartigen Absturzkanten der ehemaligen Burg Alt-Kalden mit allerletzten Mauerresten aus Tuffgestein.